# 平壤柳京鄭周永体育館
平壤柳京鄭周永体育館（ピョンヤンリュギョンチョンジュヨンたいいくかん）は、朝鮮民主主義人民共和国（北朝鮮）平壌市普通江区域にある体育館である。

## 概要
本体育館は、朝鮮民主主義人民共和国と大韓民国の財閥企業である現代グループによって建設が進められたものである。建設は1999年より開始され、2003年に施設が完成した。2003年10月6日に開館式が執り行われ、記念行事として南北統一バスケットボール大会が開催された。
収容人数は15,000人。朝鮮民主主義人民共和国国内では最大級の屋内体育施設と言われている。
2005年8月23日には大韓民国の歌手：趙容弼の平壤コンサートの会場として本体育館が使用された。
2013年にはウェイトリフティングアジアクラブ選手権大会が本体育館にて開催された。この大会では朝鮮民主主義人民共和国国内に於いて、第二次世界大戦後の南北分断以来初めてとも言うべき大韓民国国旗と愛国歌の掲揚・演奏が実現したことでも話題となった。
2014年8月30日・31日に、本体育館にて平壌プロレスリング国際競技大会実行委員会（共同実行委員長：アントニオ猪木、張雄）主催による格闘技イベント『インターナショナル・プロレスリング・フェスティバルin平壌』が開催され、超満員となった。